# معاذ بوشارب
معاذ بوشارب ولد في (18 فبراير 1971) في بلدة عين ولمان التابعة لولاية سطيف، سياسي جزائري، الرئيس العاشر للبرلمان الجزائري خلفا للسعيد بوحجة، الذي سحبت منه الثقة من قبل أغلبية نواب الغرفة السفلى. ودخل مجلس النواب لأول مرة في انتخابات 2007، وعمره وقتذاك 36 عامًا.
يُعتبر بوشارب من الكوادر الشابة في حزب جبهة التحرير الوطني الحاكم، وهو يشغل عضوية البرلمان الجزائري منذ 11 عامًا، عن دائرة “سطيف” كبرى حواضر شرق البلاد.
متحصل على شهادة الليسانس في الأدب العربي بجامعة فرحات عباس في سطيف سنة 1996. وينتسب معاذ بوشارب لأسرة مجاهدة.